# Бонен, Арнольд ван
Арнольд ван Бонен, или Боонен (нидерл. Arnold van Boonen; 16 декабря 1669, Дордрехт — 2 октября 1729, Амстердам) — голландский художник-портретист эпохи золотого века голландской живописи: живописец, рисовальщик и гравёр в технике офорта.

## Биография
Художник родился в Дордрехте, в Голландской республике. Учился живописи у Арнольда Вербюи, а затем у Годфрида Схалкена. Писал картины в бытовом жанре, изображая предметы при свете свечей, но получил признание в портретном жанре и полностью посвятил своё творчество изображению знаменитых людей своего времени. Превосходный колорист, он вскоре был отмечен как один из самых талантливых художников своего времени.
В родном городе он жил до 1696 года. Затем отправился в Амстердам, потом во Франкфурт-на-Майне, Майнц и Дармштадт.
Бонен написал большое количество портретов самых выдающихся людей своего времени, среди которых были Пётр Великий, курфюрст Майнца, ландграф Гессен-Дармштадтский, принц и принцесса Оранский, великий герцог Мальборо и несколько других. Он написал несколько больших картин для залов различных компаний в Амстердаме и Дордрехте. Его учеником был Корнелис Трост.
В Галерее старых мастеров в Дрездене имеется семь картин художника, одна картина в музее Лилля, Франция. Сын художника, Каспер ван Бонен, также писал портреты, но был менее успешен.

## Галерея

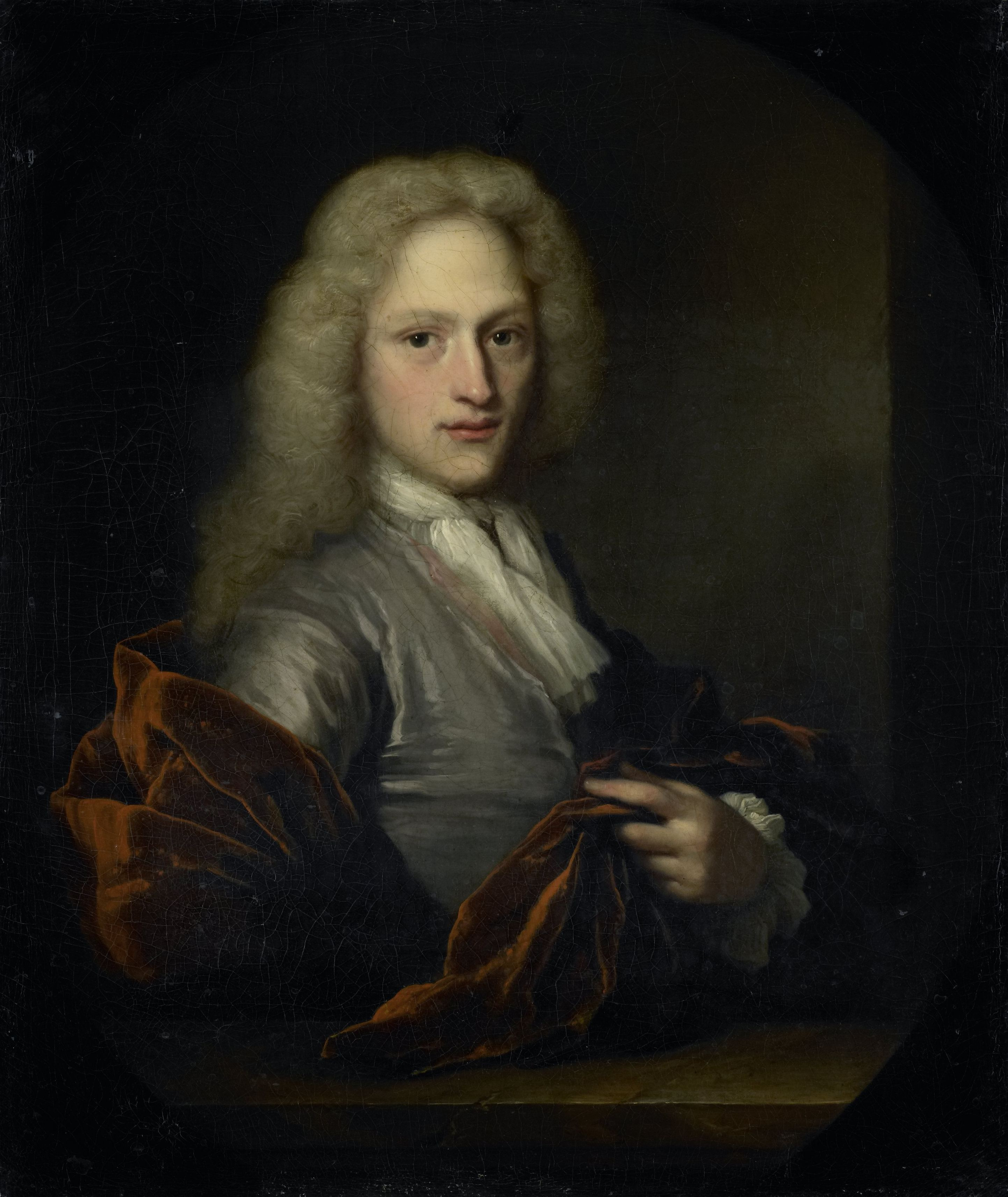
Мужской портрет. Между 1690 и 1729. Холст, масло. Рейксмюсеум, Амстердам
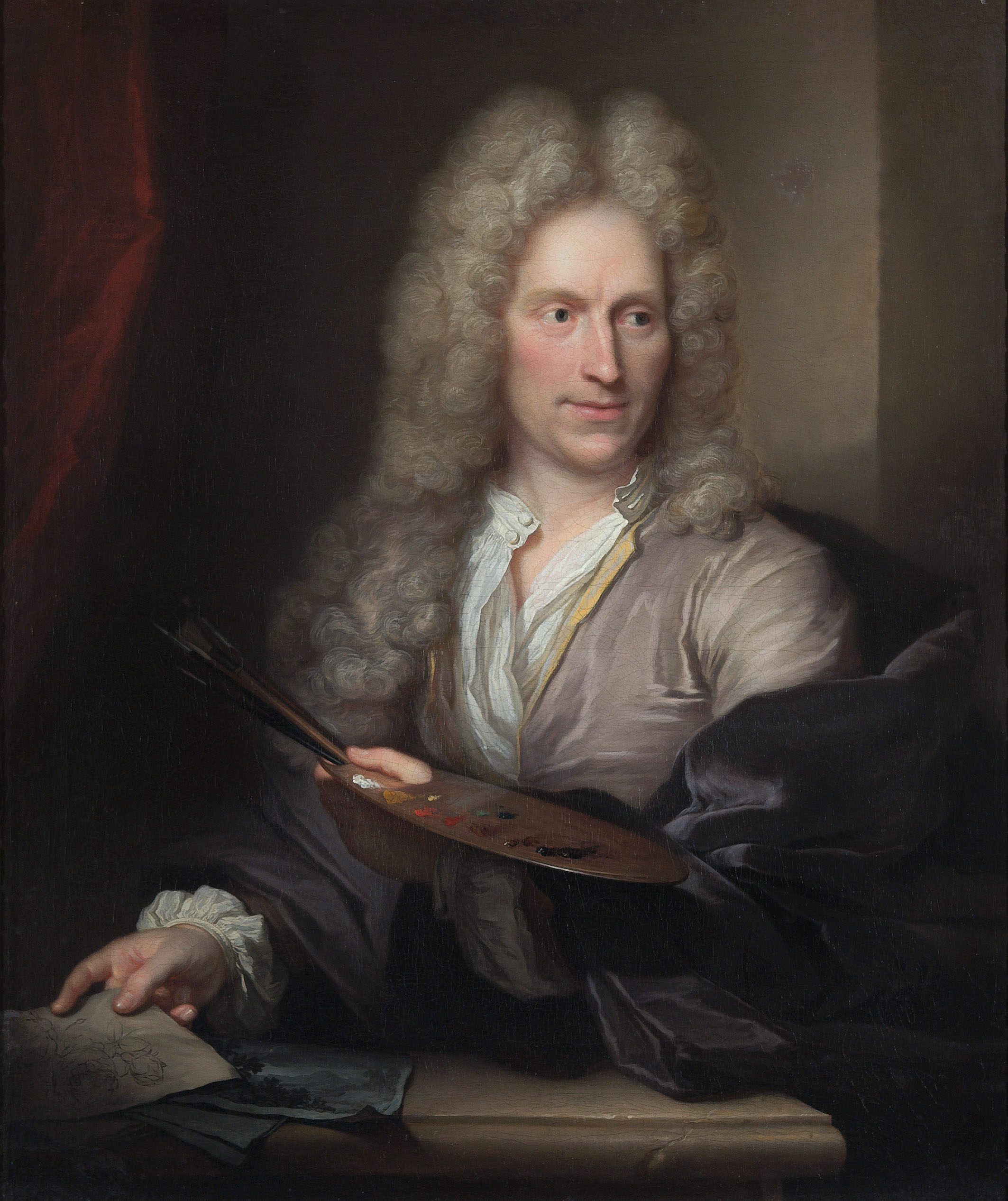
Портрет Яна ван Хёйсума. Ок. 1720. Холст, масло. Рейксмюсеум, Амстердам
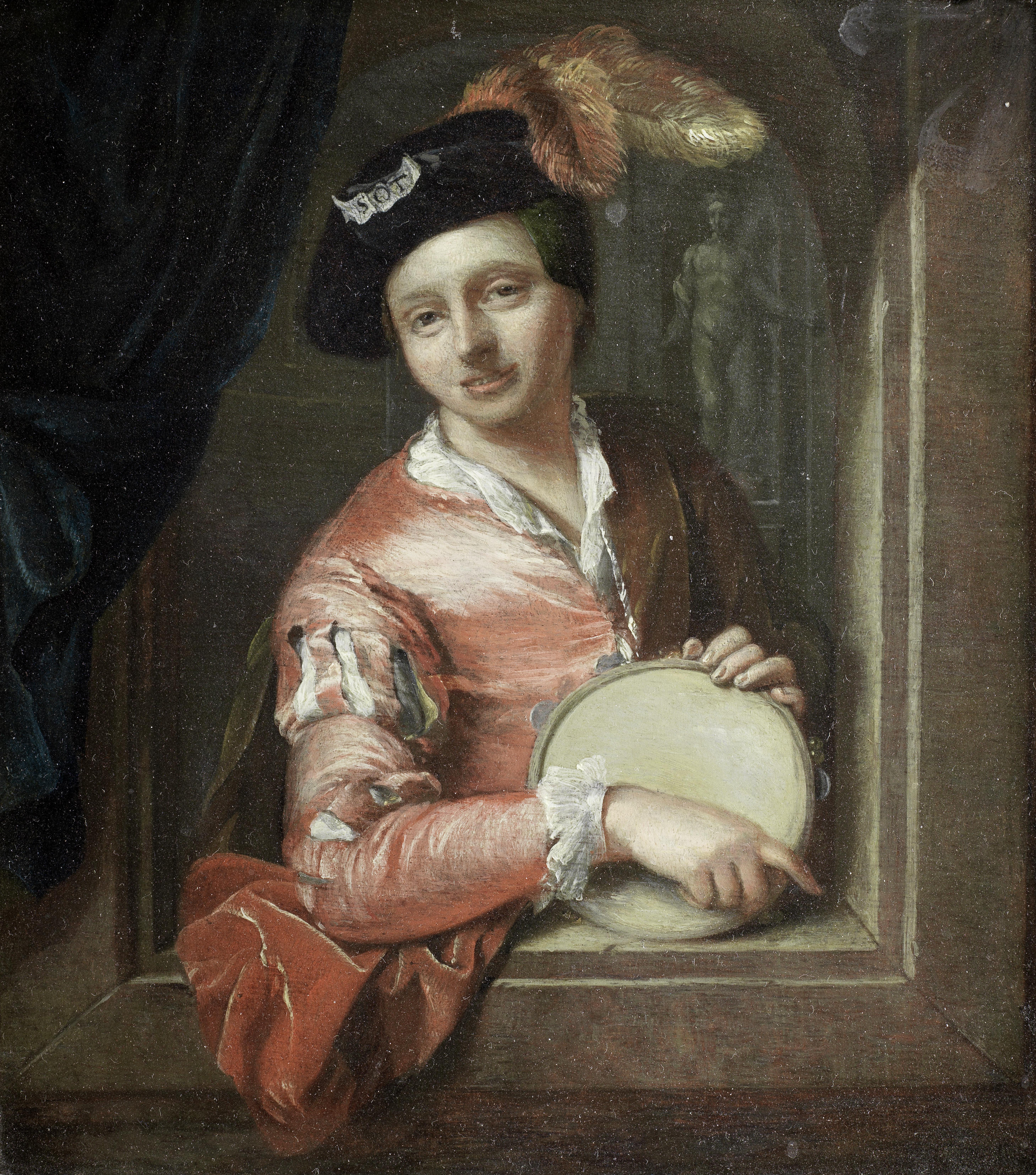
Юноша с тамбурином. До 1729. Дерево, масло
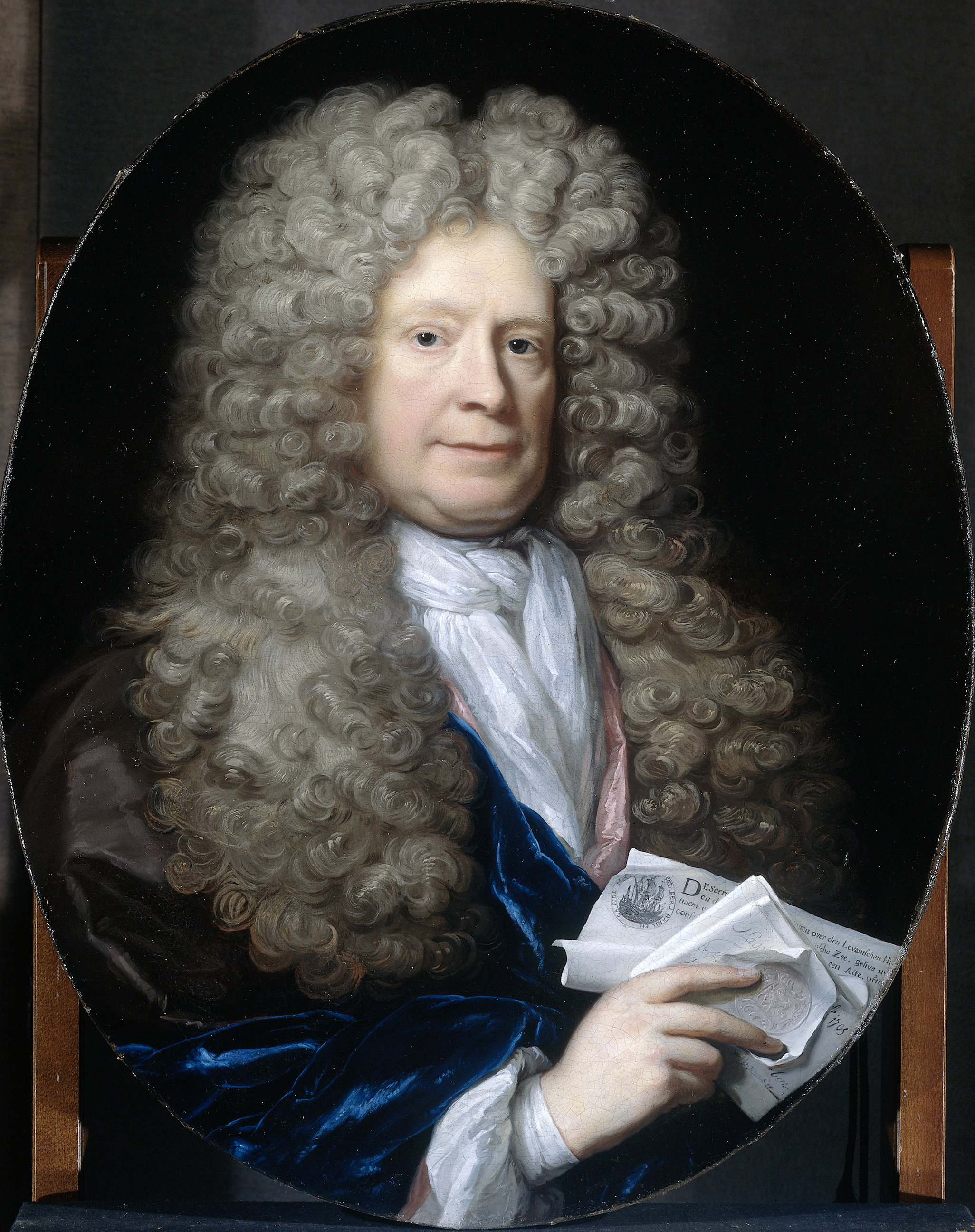
Питер ван де Поль. 1700. Холст, масло. Рейксмюсеум, Амстердам
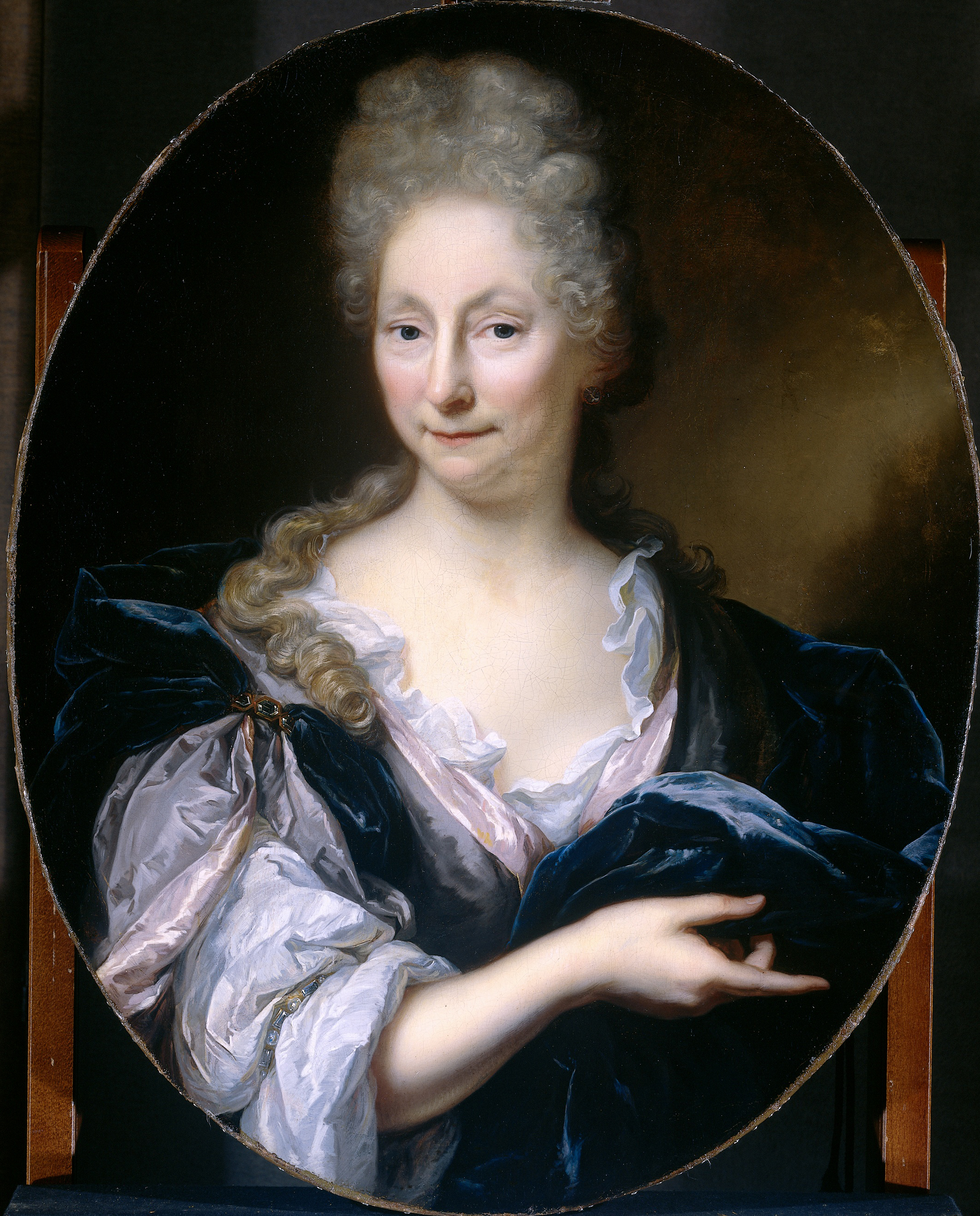
Портрет Маргареты ван де Экхаут, жены Питера ван де Поля. 1700. Холст, масло. Рейксмюсеум, Амстердам
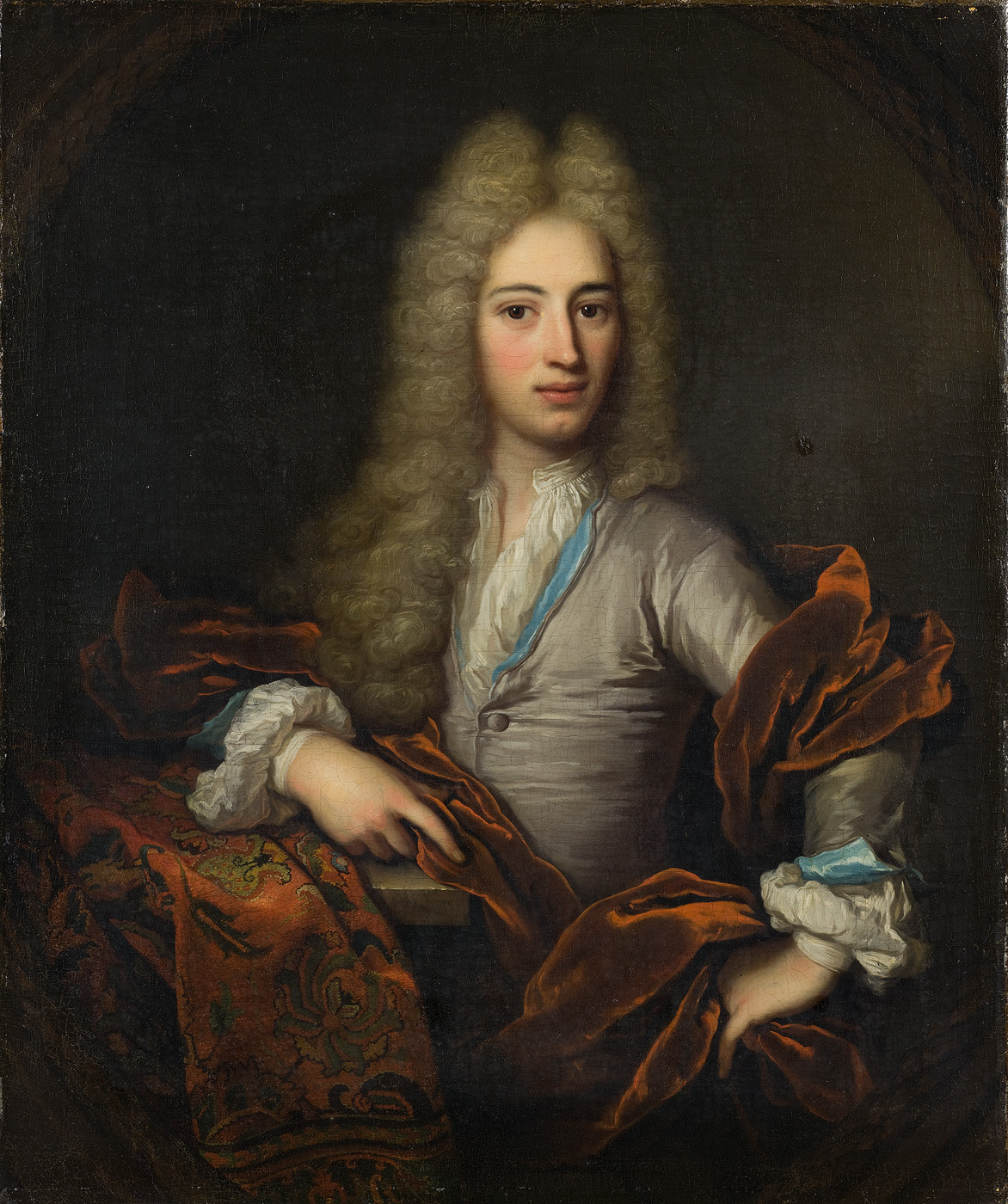
Аллард де ла Курт. 1714. Холст, масло. Амстердамский исторический музей
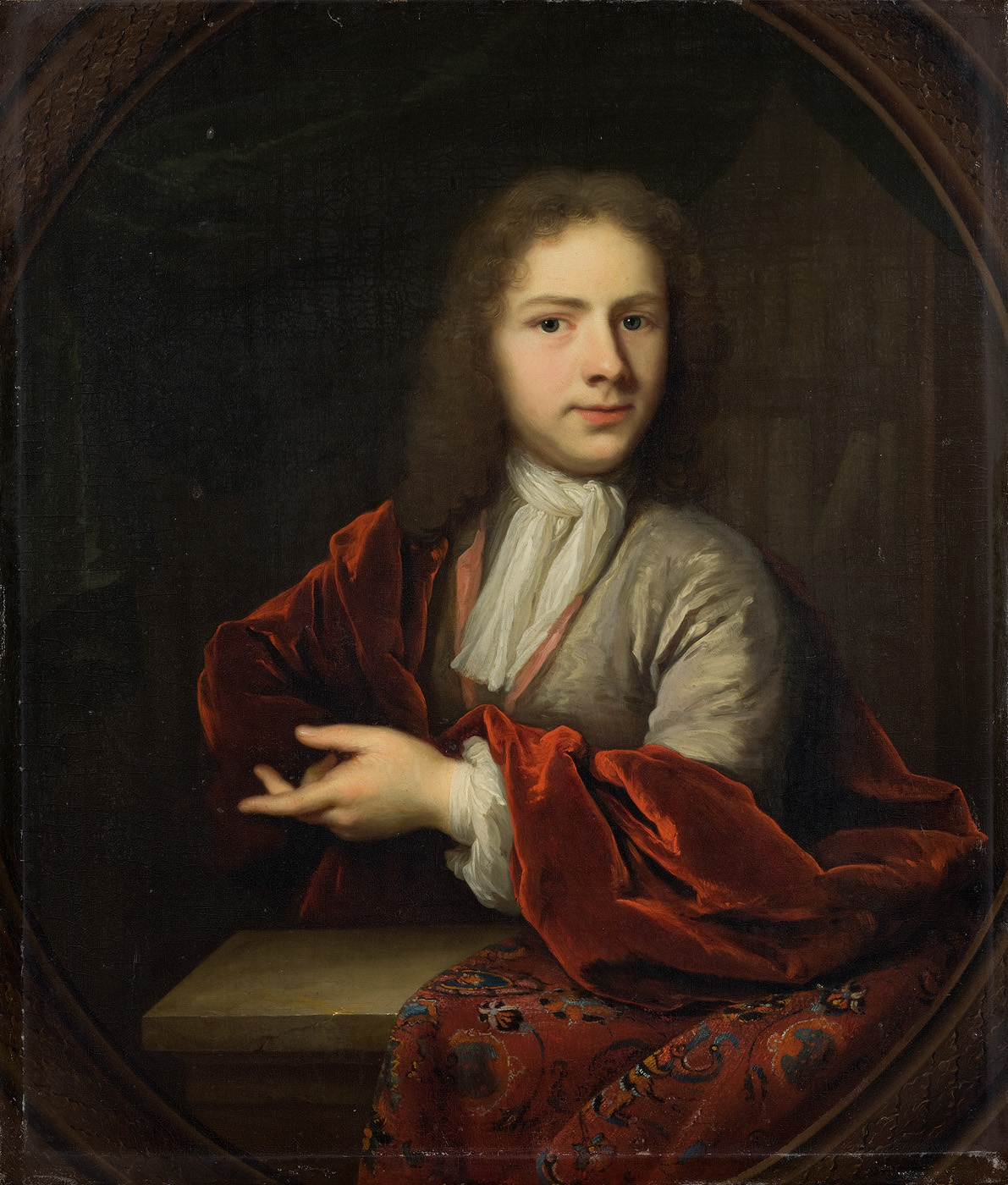
Мистер Корнелис Бэйкер. 1710. Холст, масло. Амстердамский исторический музей
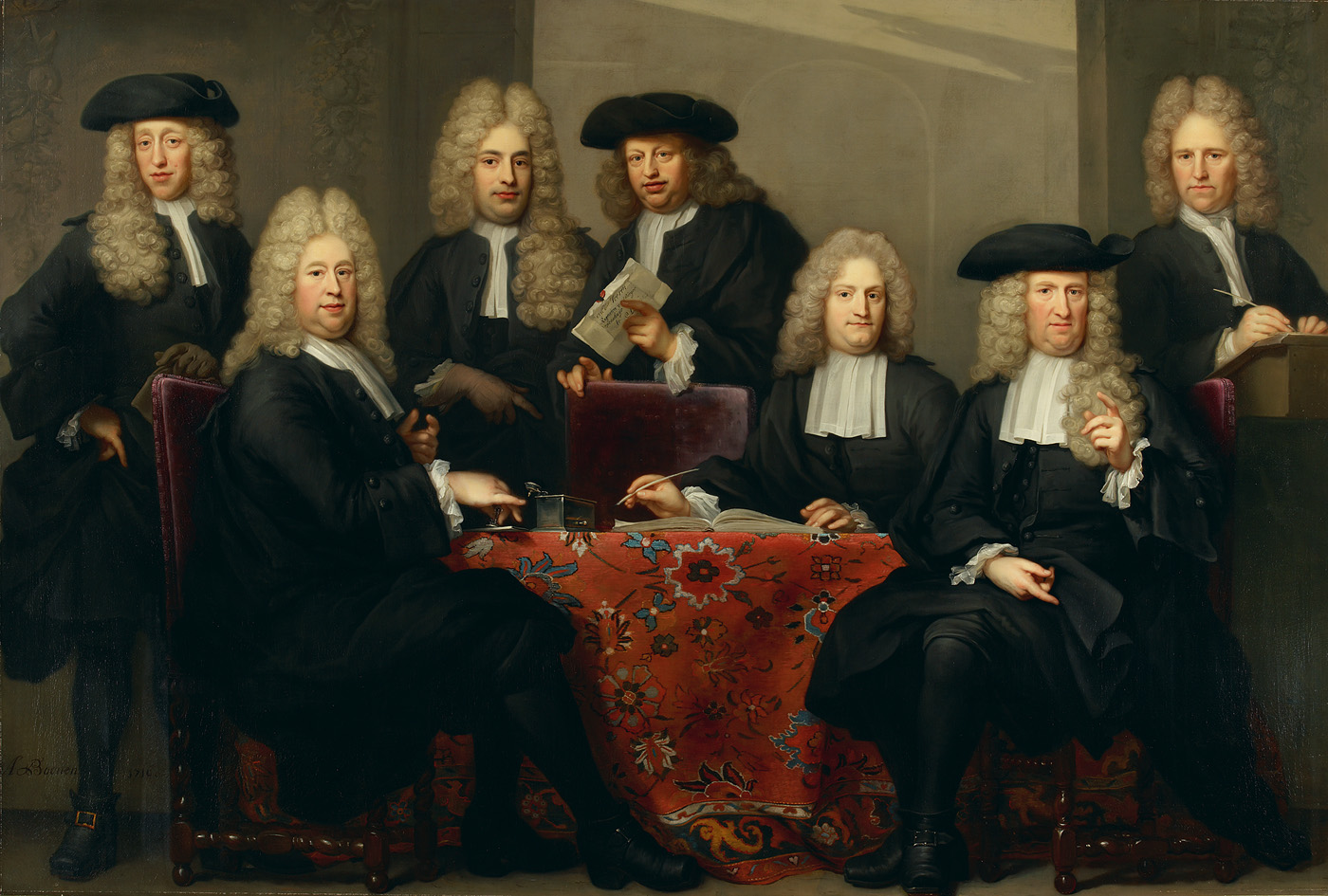
Шесть регентов и бухгалтер городского приюта в Амстердаме. 1716. Холст, масло. Амстердамский исторический музей